# Lucy Thoumaian
Lucy Thoumaian, née Lucy Rossier le 28 octobre 1858 à Amiens et morte en 1940 aux États-Unis, est une féministe et pacifiste arménienne. Chassée d'Arménie, elle participe à créer une école à Chigwell (Angleterre) pour les Arméniens orphelins. Elle publie un manifeste pour la paix en 1914, avant d'assister au congrès international des femmes de La Haye l'année suivante. Après la Première Guerre mondiale, elle travaille pour la Société des Nations.

## Biographie
Elle est la fille de Anna de Visme et de Louis Rossier, pasteur protestant suisse en poste à Amiens (France) durant les années 1846-1851.
Elle se marie avec le révérend et professeur arménien Garabed Thoumanian. Le couple est chassé d'Arménie et s'exile en Grande-Bretagne. En 1906, ils créent un orphelinat et une école destinés aux Arméniens à Oakhurst, dans la ville de Chigwell.
En 1911, à Londres, elle participe avec son mari au premier Congrès universel des races, l'un des évènements pionniers de la lutte contre le racisme. Malgré son expulsion de l'Empire ottoman, elle embrasse les délégués turcs présents, afin de symboliser la nécessité de travailler ensemble,.
En 1914, elle publie un manifeste pour la paix dont le thème est « La guerre est faite par l'homme, elle doit être défaite par la femme ». Elle propose l'organisation de réunions féminines hebdomadaires, jusqu'à ce que les différends à l'origine des conflits soient résolus,.

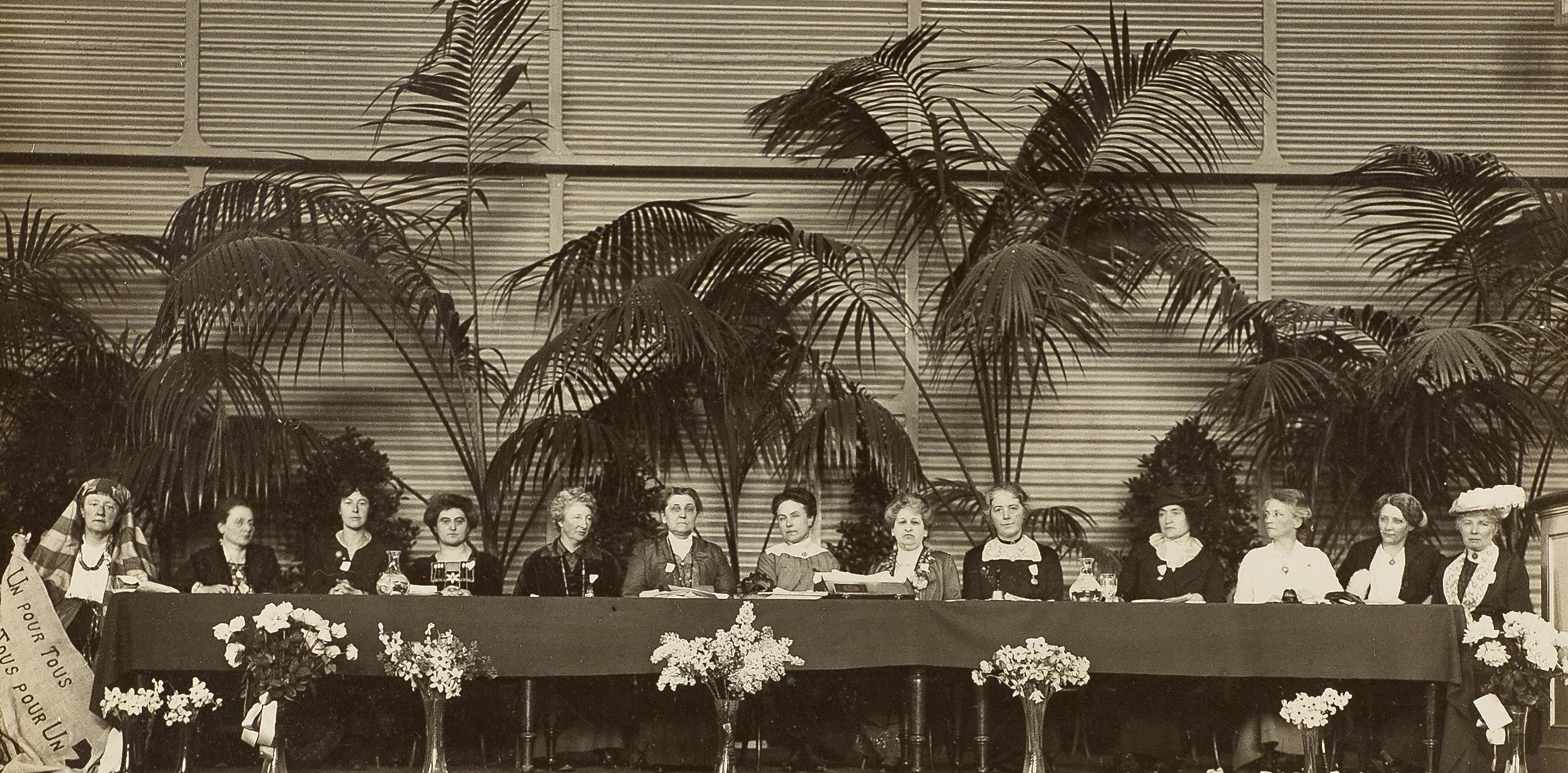
Tribune du congrès international de 1915. De gauche à droite : Lucy Thoumaian (Arménie), Leopoldine Kulka (Autriche), Laura Hughes (Canada), Rosika Schwimmer (Hongrie), Anita Augspurg (Allemagne), Jane Addams (États-Unis), Eugénie Hamer, Aletta Jacobs (Pays-Bas), Chrystal Macmillan (Royaume-Uni), Rosa Genoni (Italie), Anna Kleman (Suède), Thora Daugaard (Danemark) et Louise Keilhau (Norvège).

En 1915, elle se rend à La Haye (Pays-Bas), où elle représente l'Arménie au congrès international des femmes qui s'y tient. Il s'agit d'un rassemblement de la minorité pacifiste du mouvement féministe international, qui n'avait pas accepté le ralliement de la plupart des organisations féministes de l'époque à l'effort de guerre dans leur patrie d'origine. Lucy Thoumaian arrive le 25 avril 1915, alors que le génocide arménien commence. Elle est présente à la tribune du congrès, qui se termine en mai. Elle reste cependant aux Pays-Bas jusqu'en novembre, cherchant désespérément à obtenir des informations sur de nombreux membres de sa famille qu'elle avait vus pour la dernière fois à Merzifon (Arménie).
Du congrès de 1915 est issue la Ligue internationale des femmes pour la paix et la liberté (LIFPL). Cette association internationale la pousse après la guerre à travailler pour une commission de la Société des Nations. Elle continue aussi à s'investir pour rendre justice aux victimes du génocide,.
Elle meurt aux États-Unis en 1940.